# TSV Milbertshofen
Le  TSV Milbertshofen  (Turn- und Sportverein Milbertshofen) est un club omnisports basé à Munich en Allemagne qui compte 20 sections: aikido, athlétisme, basket-ball, bowling, boxe, football, gymnastique, gymnastique rythmique, handball, judo, karaté, rugby-fauteuil, ski, taekwondo, tennis, tennis de table, tir sportif, volley-ball, yoga. Le club compte aussi une équipe de Stockchutzen, sorte de curling sur dur.

## Historique
Le club est fondé en 1905 sous le nom de Turnverein Milbertshofen en tant que club de gymnastique (Turnen en allemand), dans le quartier de Milbertshofen-Am Hart à Munich. La section athlétisme apparaît en 1921, et celle de handball, qui allait devenir le fleuron du club, en 1922. Interrompues en raison de la Seconde Guerre mondiale, les activités du club reprennent en 1945, mais celui-ci fusionne avec le Freie Turnerschaft Abt. 6 et le VfB München pour former le Freier Turn- und Sportverein München-Milbertshofen. En 1946, le club de tennis de table du TTC Milbertshofen (fondé en 1931) intègre le club omnisports. 

## Palmarès

### Section handball
- Championnat d'Allemagne : vice-champion 1990
- Coupe d'Allemagne : vainqueur 1990
- Coupe d'Europe des vainqueurs de coupe : vainqueur 1991, finaliste 1992

### Section tennis de table
- Championnat d’Allemagne : 1952, 1958

### Section volley-ball
- Championnat d’Allemagne: 1991
- Coupe d'Allemagne: 1990

### Personnalités liées au club
- / Anatoli Evtouchenko : entraîneur de la section handball de 1990 à 1992
- Oleg Gagine (de) : joueur de la section handball de 1986 à 1990
- Jan Holpert (en) : joueur de la section handball de 1986 à 1993
- Hrvoje Horvat : joueur de la section handball de 1979 à 1980
- Mile Isaković : joueur de la section handball de 1986 à 1987
- Vlado Stenzel (en) : entraîneur de la section handball de 1988 à 1990
- Erhard Wunderlich : joueur de la section handball de 1984 à 1989